# Онтиверос, Стив (бейсболист, 1961)
Стивен Онтиверос (англ. Steven Ontiveros; 5 марта 1961, Тулароса, Нью-Мексико) — американский бейсболист и тренер, играл на позиции питчера. Выступал за ряд клубов Главной лиги бейсбола с 1985 по 2000 год. Участник Матча всех звёзд лиги 1995 года. В 2008 году входил в тренерский штаб сборной Китая на летних Олимпийских играх.

## Биография

### Ранние годы
Стивен Онтиверос родился 5 марта 1961 года в Туларосе в штате Нью-Мексико. Он был вторым из четырёх детей в семье военнослужащего ВВС США Рамона Онтивероса и его супруги Жаннин, уроженке Франции. Позднее они переехали в Портидж, расположенный в северной части Индианы. Онтиверос учился в старших школах в Найлсе и Саут-Бенде. В командах обеих школ он был питчером бейсбольной команды, после выпуска ему предложили спортивную стипендию в Мичиганском университете. В студенческой команде он играл с рядом будущих игроков Главной лиги бейсбола. Онтиверос был лучшим реливером команды, в 1980 и 1981 годах выходившей в плей-офф университетской Мировой серии.

### Бейсбольная карьера
В 1982 году на драфте Главной лиги бейсбола его во втором раунде выбрал клуб «Окленд Атлетикс». Профессиональную карьеру Онтиверос начал на уровне A-лиги в команде «Уэст-Хейвен Эйс». В 1983 году его отправили в клуб уровнем выше — «Олбани-Колони Эйс». В чемпионате Восточной лиги он сыграл 32 матча, став лучшим в команде с восемью победами и пропускаемостью 3,75. Большую часть сезона 1984 года он пропустил из-за травмы правой руки, а в начале следующего чемпионата провёл пятнадцать матчей за «Такому Тайгерс» с ERA 2,94. Благодаря успешному выступлению в июне 1985 года Онтиверос дебютировал в основном составе «Атлетикс». До конца регулярного чемпионата он принял участие в 39 играх с пропускаемостью 1,93 и сделал восемь сейвов. В 1986 году в его игре произошёл спад, свойственный многим бейсболистам во втором сезоне. Онтиверос выходил на поле в 46 матчах, сделав рекордные для себя десять сейвов, хотя его ERA вырос до 4,74.
Перед стартом сезона 1987 года «Окленд» возглавил новый тренер Тони Ла Русса. Он перевёл Онтивероса в стартовую ротацию, о чём тот мечтал с самого начала карьеры. По ходу чемпионата он сыграл в 35 матчах, в том числе 22 в стартовом составе, проведя на поле 150 2/3 иннингов с ERA 4,00. В 1988 году ему удалось провести всего десять игр. Большую часть сезона он пропустил после операции на правой руке, после его завершения получив статус свободного агента.
В феврале 1989 года Онтиверос подписал контракт с «Филадельфией». Его первый сезон в новой команде тоже оказался неполным из-за травмы локтя, тоже потребовавшей операции. По итогам шести сыгранных матчей его показатель пропускаемости составил 3,82, он одержал две победы при одном поражении. Быстро решить проблемы Онтиверосу не удалось. В 1990 году он провёл на поле лишь десять иннингов в пяти матчах, а в 1991 году принял участие в семи играх на уровне AAA-лиги в составе «Скрэнтон/Уилкс-Барре Ред Бэронс». После окончания сезона «Филлис» отчислили его из команды.
В 1992 году Онтиверос подписал контракт с «Детройтом», но ни одной игры за клуб не провёл, продолжая лечить правую руку. В следующем сезоне ему удалось вернуться на поле. Большую его часть он провёл в фарм-команде «Миннесоты» в AAA-лиге. В августе Онтиверос перешёл в «Сиэтл Маринерс». Концовка чемпионата 1993 года стала лучшим отрезком его карьеры: в четырнадцати сыгранных матчах он пропустил лишь два рана, закончив турнир с ERA 1,00. В последующее межсезонье он вернулся в «Окленд».
Ла Русса использовал хорошо знакомого ему питчера в роли универсала: в 1994 году Онтиверос провёл 13 игр в стартовом составе и 14 как реливер. Сезон для него сложился очень хорошо, с пропускаемостью 2,65 он стал самым надёжным подающим Американской лиги, опередив Роджера Клеменса и Дэвида Коуна. После окончания сезона Онтиверос подписал крупнейший контракт в своей карьере — 1 млн долларов на 1995 год. Эту зарплату он оправдал, на хорошем уровне проведя и следующий чемпионат. В 1995 году он был вторым питчером в стартовой ротации «Атлетикс», сыграв в 22 матчах с девятью победами и шестью поражениями при пропускаемости 4,37. Летом Онтиверос единственный раз в карьере был приглашён на Матч всех звёзд лиги, в котором пропустил решающий хоум-ран. Этот сезон стал для него последним полноценным на высшем уровне.
В 1996 году он подписал контракт с «Калифорнией Энджелс», но новая операция на плече вывела его из строя на весь сезон. В последующие несколько лет Онтиверос переходил из одной организации в другую. Вернуться в лигу ему удалось летом 2000 года, когда его пригласили нуждавшиеся в питчерах «Бостон Ред Сокс». В конце чемпионата он сыграл за клуб в трёх матчах с ERA 10,13, а затем был отчислен. Проведя сезон 2001 года в двух командах AAA-лиги, Онтиверос окончательно завершил карьеру.

### Дальнейшая карьера
Закончив играть, Онтиверос со своей супругой поселился в Скотсдейле. В течение следующих шестнадцать лет он работал тренером в различных городских бейсбольных академиях. В 2008 году он вошёл в тренерский штаб сборной Китая на Олимпиаде в Пекине.